# Jane Fraser (Bankmanagerin)

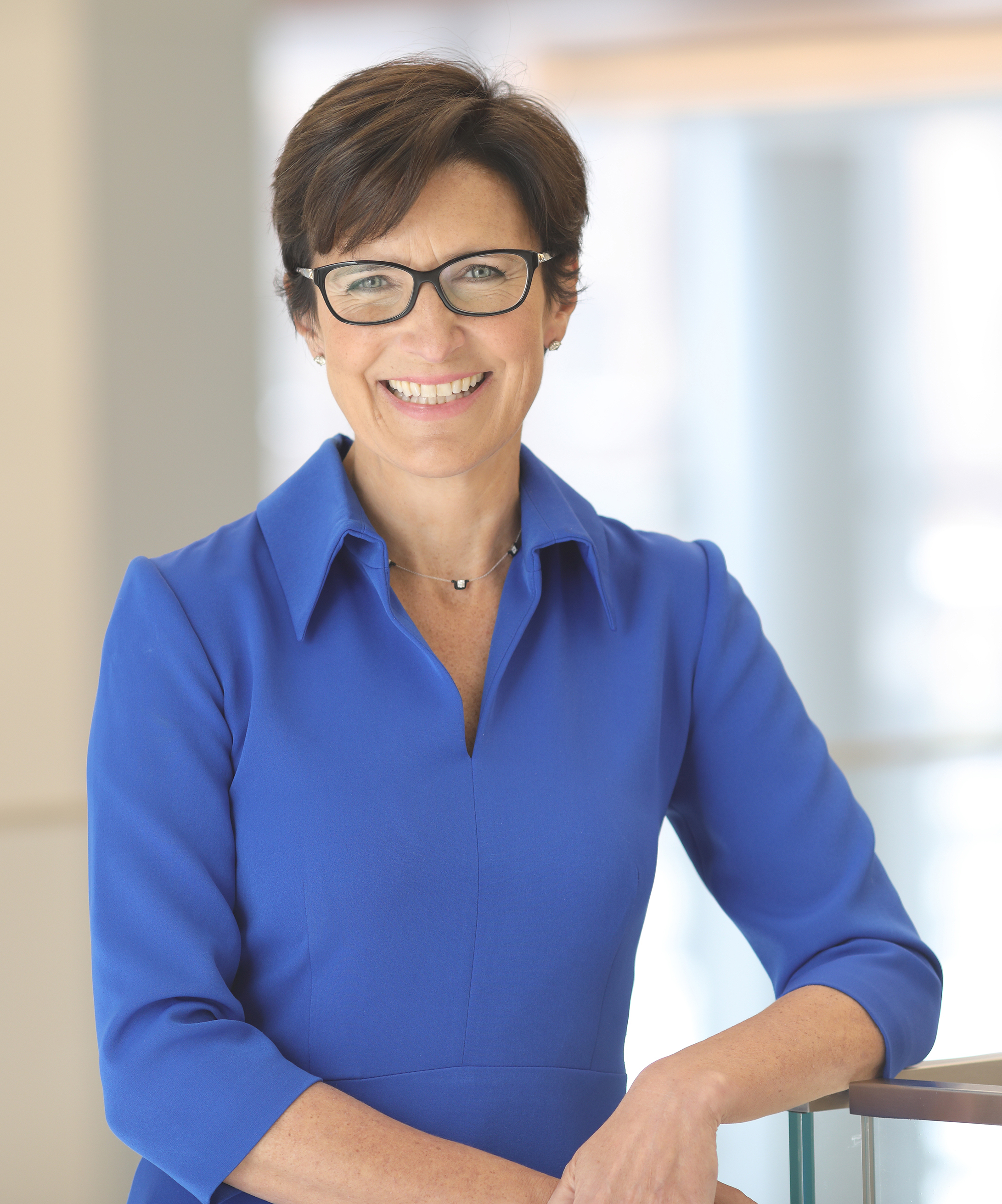
Jane Fraser (2021)

Jane Fraser (* 1967 in Schottland) ist eine Managerin, die im Bereich Finanzdienstleistung tätig ist. Seit 2021 ist sie die Vorstandsvorsitzende (CEO) der Citigroup.

## Laufbahn
Jane Fraser wurde 1967 in Schottland geboren. Sie besuchte das Girton College und schloss mit einem Bachelor in Wirtschaftswissenschaften ab.
Sie arbeitete von 1988 bis 1990 bei Goldman Sachs. Im Jahr 1994 trat Fraser McKinsey & Company bei.
Nach einer Tätigkeit bei der Unternehmensberatung McKinsey & Company wechselte sie 2004 zur Citigroup. Seit 2021 ist sie die Vorstandsvorsitzende (Chief Executive Officer) der US-Großbank. Als strategische Maßnahmen ordnete Jane Fraser eine tiefgreifende Umstrukturierung und einen massiven Stellenabbau an. Das Unternehmen soll in die fünf Geschäftsbereiche Dienstleistungen, Vermögensverwaltung, Privatkunden, Handel und Bankgeschäft aufgeteilt werden. Bis 2026 werden rund 20.000 der 239.000 Arbeitsplätze gestrichen. Die Vergütung von Jane Fraser für das Jahr 2023 betrug insgesamt 26 Millionen US-Dollar.
Sie ist derzeit Mitglied des Exportrates des Präsidenten.